# Der Mönch und das Vögelein

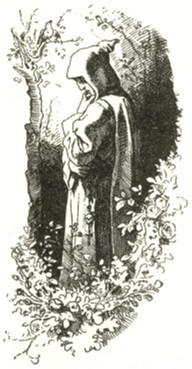
Holzschnitt, Ludwig Richter

Der Mönch und das Vögelein ist ein Märchen (AaTh 471 A). Es steht in Ludwig Bechsteins Deutsches Märchenbuch an Stelle 46 (1845 Nr. 61) und stammt aus Friedrich Kinds Gedichte von 1817.

## Inhalt
Ein junger Mönch liest in der Klosterbibliothek und zweifelt am Petruswort, dass vor Gott tausend Jahre wie ein Tag und wie eine Nachtwache sind. Im Garten singt ein Vögelchen, er folgt ihm, kann es aber nicht fassen. Als er zurückkommt, hat sich das Kloster verändert, die Mönche weichen vor ihm zurück. Es sind dreihundert Jahre vergangen. Er bereut und wird zu Staub.

## Herkunft
Bechstein nennt die Quelle, Friedrich Kinds gleichnamiges Legendengedicht. Gemeint ist Psalm 90 (Ps 90 ), wo auch steht, dass man Staub wird, oder der 2. Brief des Petrus (2 Petr 3 ). Vgl. Bechsteins Der König im Bade, Marien-Ritter, Der fromme Ritter, Grimms Die zwölf Apostel. Kloster Heisterbach kennt eine ähnliche Sage von der Relativität der Zeit.
Zugrunde liegt eine der bekanntesten Entrückungslegenden des Mittelalters. Der älteste Beleg ist altfranzösisch von Maurice de Sully, der wichtigste deutschsprachige das anonyme mittelhochdeutsche Gedicht Mönch Felix aus dem 13. Jahrhundert. Auf Bechsteins Text beruht Carl Kleemanns Oper Der Klosterschüler von Wildenfurth, 1898.
Das Märchen ist in ähnlicher Form auch im Provenzalischen bekannt. Eine Übersetzung einer Version von Paul Sébillot erhielt im Deutschen den Titel Der Paradiesvogel.